# Fatna El Bouih
Fatna El Bouih (nascida em 1956) é uma ativista marroquina pelos direitos humanos e escritora. Aprisionada por cinco anos durante os Anos de Chumbo, ela continuou seu trabalho, particularmente como advogada pelos direitos das mulheres, quando foi libertada. As memórias da sua experiência durante os Anos de Chumbo foram publicadas em livro em 2008 com o nome em francês “Une Femme Nommée Rachid” (em inglês, ”Talk of Darkness”).

## Biografia
Fatna El Bouih nasceu em 1956 em Ben Ahmed, Marrocos. Seu pai, um professor, a encorajou a ir para a escola.
Como estudante durante os Anos de Chumbo, ela se tornou uma ativista com o movimento de protesto jovem esquerdista, reclamando por democracia como membro da União Nacional de Estudantes do Ensino Médio. Ela foi presa em 1974 como líder de uma greve de estudantes de ensino médio, mas foi liberada após uma noite na prisão. Em 1977, ela foi presa de novo, durante as prisões em massa de membros do grupo marxista “23 de Março”. Desta vez, ela passou cinco anos na prisão, onde foi torturada. Entretanto, graças a um movimento de solidariedade entre as internas, ela conseguiu ganhar melhores condições de detenção, status de prisioneira política e a oportunidade de continuar seus estudos. Ela conseguiu os graus de bacharelado e mestrado enquanto estava presa.
Depois de deixar a prisão, El Bouih ensinou árabe em uma escola em Casablanca e começou a escrever artigos e histórias. Ela se juntou à União de Ação Feminina, conduzida por Latifa Jbabdi, que também tinha sido prisioneira política nos anos 1970. Alguns anos depois, ela se tornou membro fundadora do Observatório Marroquino de Prisões e do Fórum Marroquino por Verdade e Justiça, ambos fundados em 1999, no final dos Anos de Chumbo. Este Fórum foi a primeira organização pelas vítimas políticas dos Anos de Chumbo, um precursor da Comissão de Equidade e Reconciliação criada em 2004 pelo rei Maomé VI, que sucedeu a Hassan II em 1999. El Bouih também trabalhou com o Instituto Nacional pela Solidariedade com Mulheres em Dificuldades, para apoiar mulheres com problemas, particularmente mulheres grávidas que estão presas.
El Bouih escreveu diversos livros e outras publicações sobre os Anos de Chumbo, o destino de prisioneiros políticos e a violência contra mulheres. Seu primeiro livro, de memórias das suas experiências, intitulado “Hadit-al-atama”, foi publicado em 2001; ele foi lançado em francês com o nome “Une Femme Nommée Rachid”, e em inglês como “Talk of Darkness”. Outros livros notáveis incluem “Atlasyat, témoignages des coulisses de l’histoire” (em tradução livre, “Atlasyat, Testemunhos dos Bastidores da História“) (2006).